# Linia kolejowa nr 168
Linia kolejowa nr 168 – pierwszorzędna, w większości dwutorowa, zelektryfikowana linia kolejowa, łącząca stacje Gliwice i Gliwice Łabędy. Linia ta biegnie równolegle do linii kolejowej nr 137: Katowice – Legnica oraz krzyżuje się z linią kolejową nr 135: Gliwice Łabędy - Pyskowice.

## Charakterystyka techniczna
Linia w całości jest klasy D3, maksymalny nacisk osi wynosi 221 kN dla lokomotyw oraz wagonów, a maksymalny nacisk liniowy wynosi 71 kN (na metr bieżący toru). Linia wyposażona jest w sieć trakcyjną typu YC120-2C, która jest dostosowana do maksymalnej prędkości 110 km/h, obciążalność prądowa wynosi 1725 A, a minimalna odległość między odbierakami prądu wynosi 20 m. Linia zaopatrzona jest w elektromagnesy samoczynnego hamowania pociągów. Linia podlega pod obszar konstrukcyjny ekspozytury Centrum Zarządzania Linii Kolejowych Sosnowiec, a także pod Zakład Linii Kolejowych Tarnowskie Góry. Prędkość maksymalna poruszania się pociągów na linii wynosi 80 km/h, a jej prędkość konstrukcyjna wynosi 100 km/h. Obowiązują następujące maksymalne prędkości:
| Tor nieparzysty (kierunek: Gliwice Łabędy) | Tor nieparzysty (kierunek: Gliwice Łabędy) | Tor nieparzysty (kierunek: Gliwice Łabędy) | kilometraż | kilometraż | Tor parzysty (kierunek: Gliwice) | Tor parzysty (kierunek: Gliwice) | Tor parzysty (kierunek: Gliwice) |
| Pociągi pasażerskie                        | Autobusy szynowe i EZT                     | Pociągi towarowe                           | od         | do         | Pociągi pasażerskie              | Autobusy szynowe i EZT           | Pociągi towarowe                 |
| 80                                         | 80                                         | 80                                         | 0,500      | 4,369      | 80                               | 80                               | 80                               |
| 30                                         | 30                                         | 30                                         | 4,369      | 4,501      | 80                               | 80                               | 80                               |
| 30                                         | 30                                         | 30                                         | 4,501      | 5,746      | 70                               | 70                               | 70                               |
| 30                                         | 30                                         | 30                                         | 5,746      | 5,786      | odcinek jednotorowy              | odcinek jednotorowy              | odcinek jednotorowy              |

Linia w całości została uwzględniona w kompleksową i bazową towarową sieć transportową TEN-T.
Na linii zostały wprowadzone ograniczenia w związku z niezachowaniem skrajni - nieodpowiednia odległość międzytorza oraz kratownicy wiaduktu kolejowego od osi toru i poziomu główki szyny.